# Lijst van rijksmonumenten in Rothem
De plaats Rothem telt 7 inschrijvingen in het rijksmonumentenregister. Hieronder een overzicht.
| Object                                                                             | Oorspronkelijke functie?  | Bouwjaar                          | Architect    | Locatie           | Coördinaten?                  | Nr.?   | Afbeelding             |
| ---------------------------------------------------------------------------------- | ------------------------- | --------------------------------- | ------------ | ----------------- | ----------------------------- | ------ | ---------------------- |
| IJzeren Molen                                                                      | Industrie- en poldermolen | 1850                              |              | Molenweg 5        | 50° 52' 55" NB, 5° 44' 26" OL | 28453  | Meer afbeeldingen      |
| Joodse begraafplaats "Tussen de Bruggen"                                           | Begraafplaats en -onderdl | eerste helft 19e eeuw             |              | Tussen de Bruggen | 50° 52' 49" NB, 5° 44' 50" OL | 28464  | Meer afbeeldingen      |
| Zeer schilderachtig boerderijcomplex, onregelmatig gegroepeerd om een binnenplaats | Boerderij                 | 1782 (puntgevel)                  |              | Klinkenberg 1     | 50° 52' 42" NB, 5° 44' 37" OL | 28465  | Meer afbeeldingen      |
| Hoeve van baksteen om gesloten binnenplaats                                        | Boerderij                 | 19e eeuw meter latere uitbreiding |              | Klinkenberg 58    | 50° 52' 42" NB, 5° 44' 25" OL | 28466  | Meer afbeeldingen      |
| Kapelanie H. Hart kerk                                                             | Kerkelijke dienstwoning   | 1927                              |              | Kerkweg 58        | 50° 52' 46" NB, 5° 44' 20" OL | 507211 | Kapelanie H. Hart kerk |
| R.K. kerk v/h H. Hart van Jezus                                                    | Kerk en kerkonderdeel     | 1927-1929                         | Jos Wielders | Kerkweg bij 52    | 50° 52' 45" NB, 5° 44' 19" OL | 507212 | Meer afbeeldingen      |
| Met elementen van de chaletstijl gebouwd landhuis                                  | Kasteel, buitenplaats     | 1900                              |              | Klinkenberg 2     | 50° 52' 44" NB, 5° 44' 36" OL | 507227 | Meer afbeeldingen      |